# چیزاره پردیزا
چیزاره پردیزا (ایتالیایی: Cesare Perdisa؛ زادهٔ ۲۱ اکتبر ۱۹۳۲ در بولونیا، درگذشتهٔ ۱۰ مهٔ ۱۹۹۸ در بولونیا) رانندهٔ مسابقات اتومبیل‌رانی فرمول یک اهل ایتالیا بود که از فصل ۱۹۵۵ تا ۱۹۵۷ در مجموع در هشت گراند پری شرکت کرد.
او در طول دوران فعالیت خود در فرمول یک، ۲ بار بر روی سکو رفت و ۵ امتیاز را به نام خود به‌ثبت رساند.
پردیزا در ۱۰ مهٔ ۱۹۹۸ در بولونیا درگذشت.